# Route Adélie de Vitré 2021
Route Adélie de Vitré 2021 er den 25. udgave af det franske éndagsløb Route Adélie de Vitré. Cykelløbet er 198 km langt, og skulle oprindelig være kørt den 2. april 2021 med start og mål i Vitré, men blev pga. coronaviruspandemien udskudt til 1. oktober. Løbet er en del af UCI Europe Tour 2021. Den oprindelige 25. udgave blev i 2020 aflyst på grund af coronaviruspandemien.

## Resultat
| \| Samlede stilling \| Samlede stilling \| Samlede stilling \| Samlede stilling \| Samlede stilling \| \| Rytter \| Rytter \| Hold \| Tid \| \| \| ---------------- \| ---------------- \| ---------------- \| ---------------- \| ---------------- \| |        |      |     |
| |        |      |     |
| Kilde: ProCyclingStats |        |      |     |
| Samlede stilling |        |      |     |
| Rytter | Rytter | Hold | Tid |